# Нерола
Нерола (італ. Nerola) — муніципалітет в Італії, у регіоні Лаціо, метрополійне місто Рим-Столиця.
Нерола розташована на відстані близько 40 км на північний схід від Рима.
Населення — 1941 особа (2014).
Щорічний фестиваль відбувається 23 березня. Покровитель — святий Юрій.

## Демографія
Населення за роками:

Станом на 1 січня 2023 року в муніципалітеті офіційно проживав 191 іноземець з 30 країн, серед них 112 громадян країн Євросоюзу та 7 громадян України.

## Сусідні муніципалітети
- Фара-ін-Сабіна
- Монтелібретті
- Монторіо-Романо
- Поджо-Натіво
- Скандрилья
- Тоффія